# Rudolf Weiersmüller
Rudolf Weiersmüller (Teufen, 10 agosto 1939 – Rüfenacht, 13 dicembre 2004) è stato un diplomatico e ambasciatore svizzero.

## Biografia
Figlio di Ernst, perito assicurativo, e di Emma Holderegger. Dopo la maturità commerciale a San Gallo, svolse un periodo di pratica presso la SBS. Delegato del CICR in Nepal dal 1962 al 1966, studiò poi economia politica all'Università di Berna dal 1966 al 1971, conseguendo la licenza. Sposò nel 1969 Margrit Fisch. Entrato nel servizio diplomatico nel 1972, fu attivo a Nuova Delhi, in Messico e a Dacca dal 1972 al 1974, nel segretariato esecutivo della CSCE nel 1974 e poi a Ottawa dal 1975 al 1979 e Caracas dal 1979 al 1980.
Capo della sezione degli affari culturali internazionali e dell'UNESCO a Berna dal 1980 al 1984, fu consigliere d'ambasciata con il titolo di ministro e primo collaboratore dell'ambasciatore a Bonn dal 1984 al 1988, coordinatore in materia di politica internazionale dei rifugiati presso il DFAE a Berna dal 1988 al 1993 e ambasciatore svizzero a Teheran dal 1993 al 1999. In tale veste rappresentò gli interessi degli Stati Uniti in Iran. In seguito fu ambasciatore a Budapest dal 1999 al 2004.